# عيد العرش

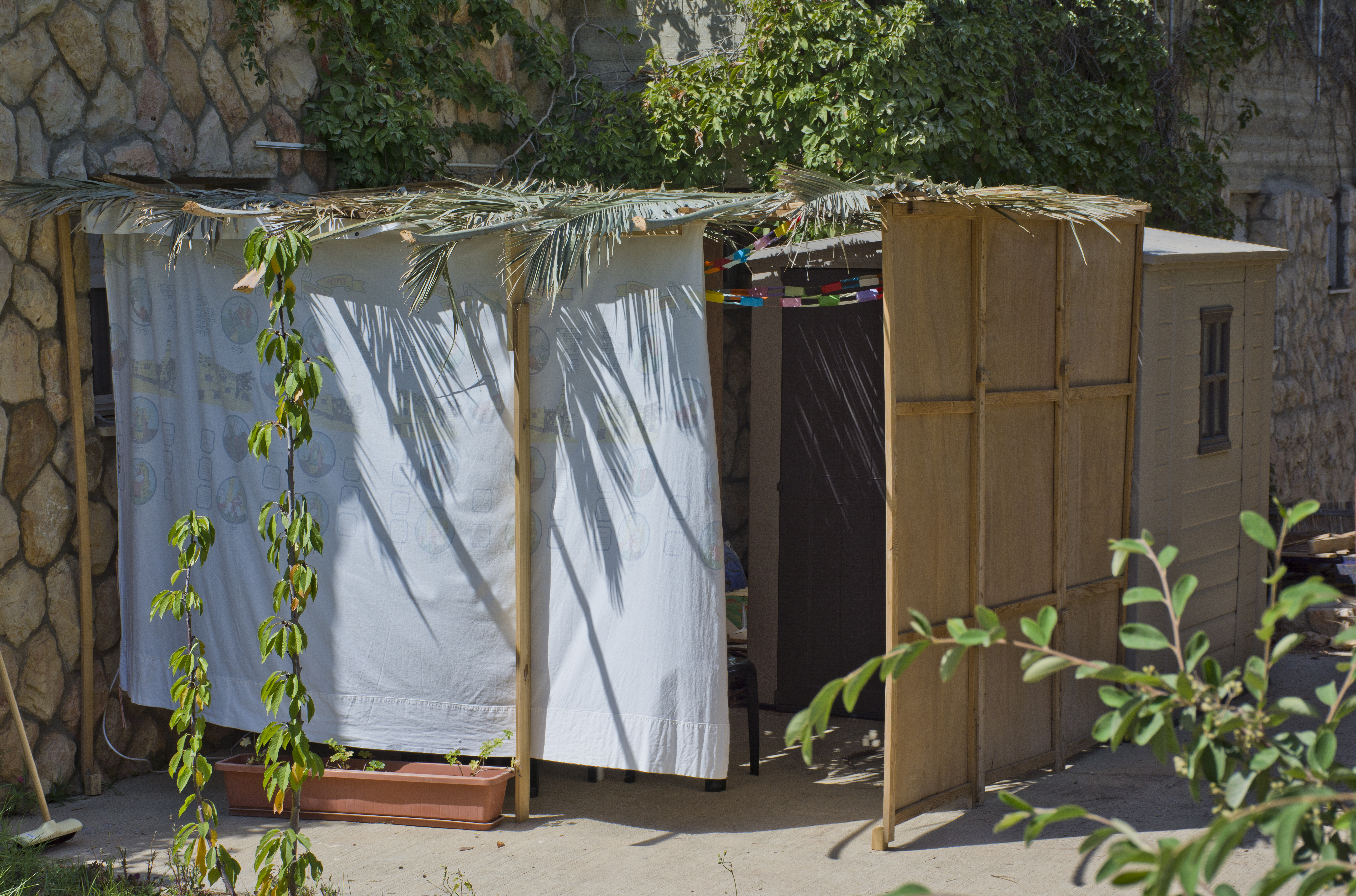
نموذج لخيمة السعف التي تبنى في العيد خارج البيت

عيد العُرش أو عيد المظلة (بالعبرية: סוכות، سوكوت) هو عيد يهودي يبدأ في الخامس عشر من شهر تشري حسب التقويم العبري ويستمر ثمانية أيام ويأتي بعد عيد الغفران. وهو إحياء لذكرى خيمة السعف التي آوت اليهود في العراء أثناء خروجهم من مصر بحسب المعتقد التوراتي. في نهاية العيد، يحتفل باستلام التوراة وتسمى فرحة التوراة «سمحات تورا (שמחת תורה)».
وهو من الأعياد الثلاثة المهمة لذكرها في العهد القديم ومن ذلك: «ثلاث مرات في السنة يحضر جميع ذكورك أمام الرب إلهك في المكان الذي يختاره في عيد الفطير وعيد الأسابيع وعيد المظال» (التثنية الإصحاح 16)
يتوقف العمل في اليوم الأول والذي يعتبر عطلة رسمية وكذلك الأخير من العيد، وخلال الأيام الخمسة تقام المظلات قرب البيت أو على السطح وشرفات البيوت المفتوحة، وفي اليوم الثامن تبدأ صلوات طلب المطر 